# IC 2218-1
IC 2218-1 — галактика типу S  M (спіральна змішана галактика) у сузір'ї Рак.
Цей об'єкт міститься в оригінальній редакції індексного каталогу.